# Cerodontha staryi
Cerodontha staryi är en tvåvingeart som först beskrevs av Jaroslav Stary 1930.  Cerodontha staryi ingår i släktet Cerodontha och familjen minerarflugor. Inga underarter finns listade i Catalogue of Life.